# Cantonul Saint-Denis-Nord-Est
Cantonul Saint-Denis-Nord-Est este un canton din arondismentul Saint-Denis (Seine-Saint-Denis), departamentul Seine-Saint-Denis, regiunea Île-de-France, Franța.

## Comune
| Comune                       | Populație (1999) | Cod poștal | Cod INSEE |
| ---------------------------- | ---------------- | ---------- | --------- |
| Saint-Denis, commune entière | 107 762          | 93 200     | 93 066    |